# مجلس قادس

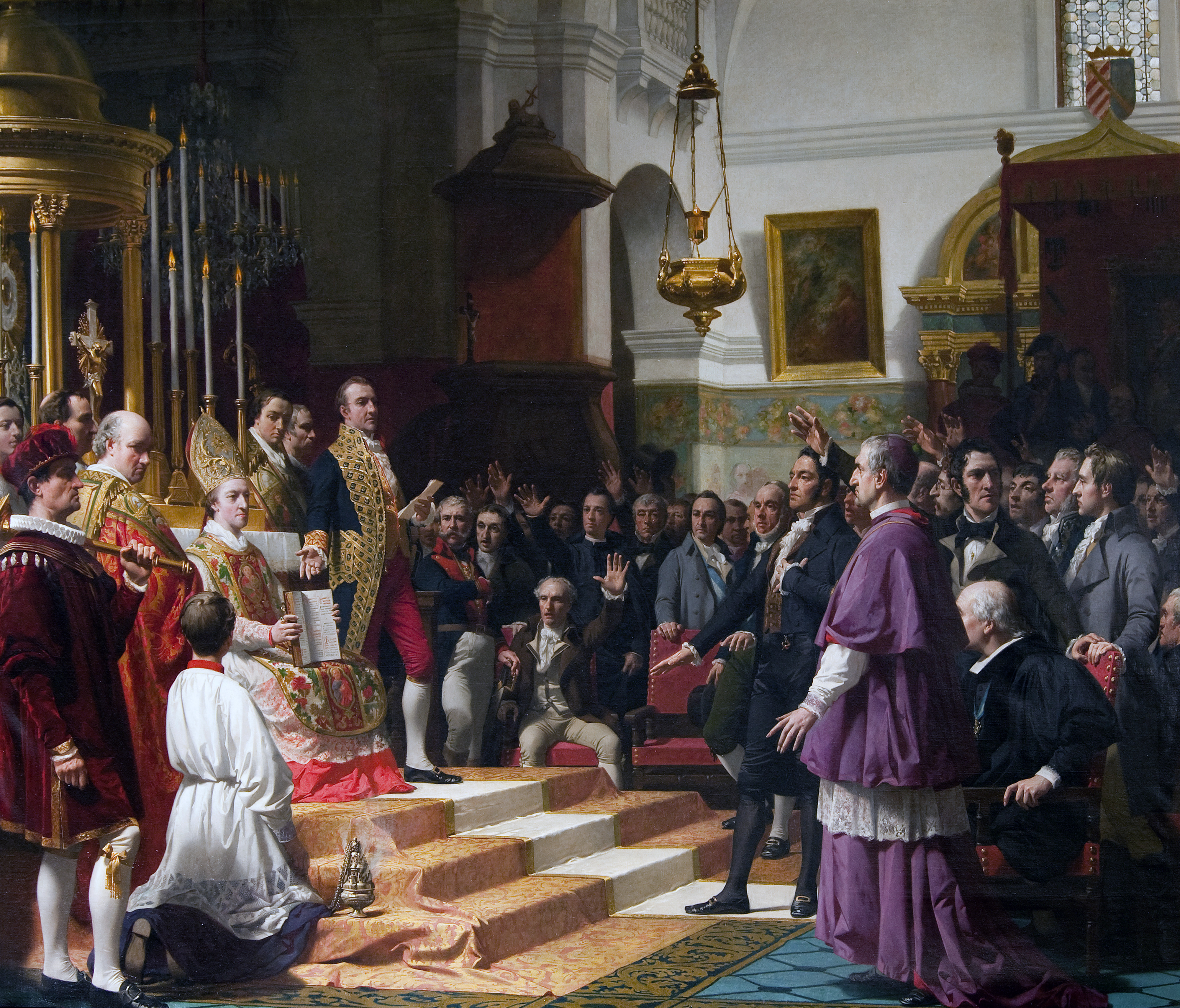
اليمين قسم في مجالس قادس، يعرض علي هذا النحو في مجلس النواب في مدريد.

تُعرف بمجالس قادس التشريعية، أو المجلس التأسيسي، الذي دُشن في سان فرناندو في 24 من سبتمبر عام 1810، وبعد ذلك نُقلت إلي مدينة قادس في الأندلس في عام 1814 أثناء حرب الاستقلال الإسبانية.

## التاريخ

### نشأتها
في بدايات حرب الإستقلال الإسبانية(1808_1814)، أُتَبعت الثروات الشعبية بإنشاء مجالس خاصة بالمقاطعات،مجالس محلية تحمل علي عاتقها عبء حماية السيادة الوطنية، وتتشكل من أعضاء الحكومة أنفسهم. بعد تنازل فرناندو السابع عن حكم إسبانيا للملك نابليون بونابرت، سلم نابليون الحكم لأخيه جوزيف بونابرت. وبالرغم من شرعية التنازل عن الحكم، إلا أن الإسبان لم يعترفوا بجوزيف كملك عليهم. وكان هدف المجالس المحلية هو الدفاع عن إسبانيا ضد الغزو الفرنسي، وملئ فراغ السُلطة. وتكونت هذه المجالس من عسكريين، ومندوبين عن الكنيسة، ورجال الدين، وموظفين، وأساتذة، وكلهم كانوا من التيار المحافظ، وبالتالي فإنه على الرغم من الطابع الثوري لهذه المجالس، إلا أن أهدافها لم تكن علي نفس المنوال.
وفي سبتمبر، تنازلت المجالس المحلية عن سلطتها إلي المجلس المركزي الحكومي الأعلي للمملكة والذي كلف من قبل الحكومة بتولي الدفاع عن الدولة ضد الفرنسين (كتأييد لإتفاية التحالف مع انجلترا)، والدعوة إلي اجتماعات إستثنائية، وهذا يعتبر عملاً آخر ثورياً لأن دعوة المجالس للانعقاد كان أمراً مقتصراً علي السلطة.
في 19 من شهر نوفمبر هزمت القوات الإمبريالية جيش «المجلس الحكومي الأعلي» فيأوقانيا وتقدم الفرنسين بعد ذلك نحو الأندلس، وأُحيل المجلس بعد ذلك إلي مدينة قادس في 29يناير عام 1810 فاقداً هيبته بسبب الهزائم العسكرية التي تلقاها، ومقسماً بشكل يمكنه من حل الإشكاليات التي تأولها إليه الحكومة.وبعد ذلك تم حله وتحول إلي «مجلس وصاية» وكان يتولي إدارته خمسة أشخاص بالإنابة عن الملك فرناندو السابع.

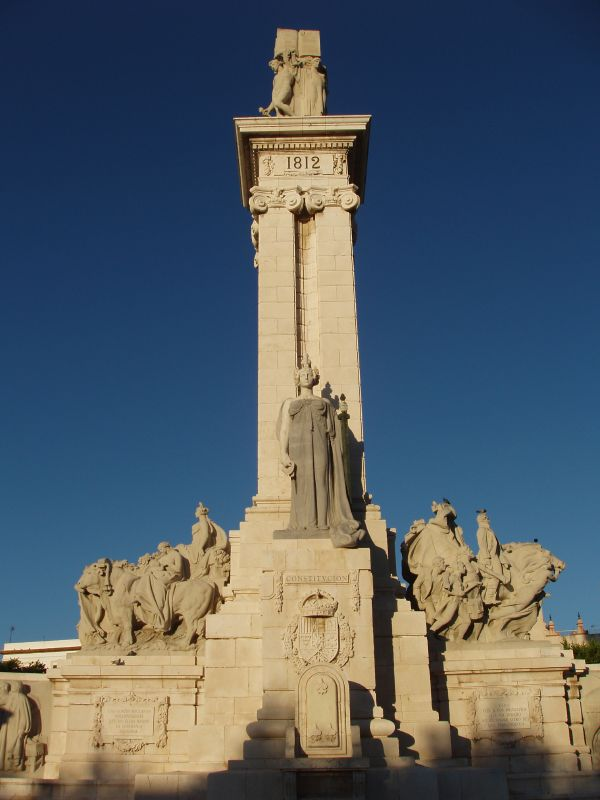
نصب تذكاري لمجالس قادس.

لم يكن لدي "مجلس الوصاية اهتماماً بما كانت تفعله مجالس التشريع، ولكن بسبب قوة رد الفعل ضد أفعاله هذه، فإنه أصبح مجبراً علي السير علي نهج المجالس التشريعبة.وبعد مناقاشات حادة، قُرر أنه سيتم تقسيمها إلي مجلس شيوخ (شعب)، ومجلس شوري، ويتم انتخابهم عن طرمق إجراء انتخابات محلية، وذوي الدخل فقط هم من كان لهم حق التصويت.
إجتمع الأعضاء بعد ذلك لأول مرة في قادس في جزيرة ليون في 24سبتمبر 1810، وبسبب الحرب مُنعت الانتخابات في دوائر عدة، وتم انتخاب عدد كبير من النواب عن طريق مدنين من مناطق أخرى من المدينة.
أكثر من 300نائب شاركوا في هذه المجالس ومعظمهم كانوا من أصحاب المهن الحرة، وعاملين، ومدنين، وعسكريين، ة وثلث النواب كانوا من رجال الدين.ومع هذا العدد من رجال الدين لم يصبح المجلس كتلة متجانسة؛ ف في بدايات القرن التاسع عشر كان السلك الكنائسي سبباً جوهرياً في رقي المجتمع، والسمو بالتكويين الثقافي نحو الأفضل، لذلك تعايش العكثير من الأشخاص من ذوي الرؤي المختلفه للعالم والسياسة مع رجال الدين، وتم توزيعهم ما بين الاتجاهات المختلفة في المجالس.
خلال هذه الخطي الأولي للسير نحو البرلمان، لم تكن تشكلت بعد أحزاب سياسية.ولكن غالبية النواب في قادس كانوا يتمحورون حول ثلاث اتجاهات سياسية.كان هناك «مؤيدي الحكم المطلق» ويطلق عليهم أيضاً المتذللين بسب خضوعهم للسلطة، وهؤلا كانوا يريدون أن تقتصر السيادة علي الملك بمفرده.ويجب أن لا تقيد سلطته بقيود، وكانوا يعتبرون أن دور المجالس التشريعية يجب أن يقتصر علي جمع وترتيب القوانين.
والفئة الثانية هم «المعتدلين» وطلق عليهم أيضاً أتباع «خوبيانوا» وهو السياسي والمفكر والمثقف «جاسبر ملستور خوبيانوس»، وهؤلاء كانوا ينادون بسيادة مشتركة بين الملك والمجالس التشريعية، وبذلك أُعتبروا هم السّابّقين في اتجاه «الليبرالية الوسطية المحافظة» التي انتشرت في القرن 19.وتشكلت وجهة نظرهم حول أن تكون هذه المجالس من مجلس شعب، ومجلس شوري، وأيضاً كانوا يتقبلون فكرة تقسيم السلطة أي توزيعها، وهؤلاء شكلوا جزءاً جيداً في مشروع الإصلاح التابع لحركة التنوير.التيار الثالث كان من الليبراليين، ولم يكن يشكل أغلبية، ولكنه كان فريقاً ذو فكر مستنير، ومقدرة علي تبني مبادارات.ونجد بين صفوفه شخصيات مثل الكاهن «ديجو مونيوس توريرو» والذي يعد خطابه الافتتاحي بمثابة موافقة علي المرسوم الأول الذي استندت إليه الثورة السياسية في قادش وينص علي السيادة الوطنية.وهناك أيضاً شخصيات مثل المحامي «أجوستين»، والمؤرخ «كوندي تورينو»، والكاتب السياسي «أنطونيو ألاكالا جاليانو»، والشاعر «مانويل خوسيه كينتاتا».أما عن باقي النشطاء والمثقفين والمدافعين عن أفكارهم، فكانوا يعتبرون أن السيادة يجب أن تقتصر علي الموحدة المتمثلة في المجالس التشريعية، وهؤلاء نجحوا في فرض أطروحاتهم على الرغم من الامتيازات التي كانت تتمتع بها المجموعات الأخرى.
وفي 24من سبتمبر عام 1810، أعلنت المجالس التشريعية في مرسومها الأول، أنها كانت بمثابة مستودعات لسلطة الأمة؛ بمعني أنهم نصّبوا أنفسهم كسلطة تأسيسية، وهذا ما نص عليه المبدأ المُصاغ من البند الثالث من دستور 1812 «تكمن السياسة الأساسية ف» الأمة«وهي من لها الحق في صياغة قوانينها الرئيسية».واشتمل هذا البيان علي فكرة خلق نظام نظام قضائي وسياسي جديد وثوري.وقد هدم هذا عناصر التفكير السياسي التقليدي الذي نسب السيادة الكاملة للملك فقط.كما أسس هذا البيان أيضاً لإنشاء نظام اقتصادي واجتماعي جديد. ومن المؤكد أن كل المواطنين الذين هم أساس هذه «الأمة» كانوا متساوون في الحقوق، وخاضعين إلي نفس القانون الذي كان يجبر علي إنهاء الامتيازات الطبقية التي كانت متواجدة في عهد «النظام القديم».
ومع ذلك، فلكي يفرض الليبراليين أفكارهم كان يجب عليهم الوصول إلي تحالف مؤكد، وذلك مثل نزعة الأخساء في منح امتيازات معينة إذا كانوا سينالون مقابلاً لذلك، وكان هذا هذا حفاظاً علي واحدة من امتيازاتهم الكنسية (مثل زيادة بعض الحقوق الفردية مقابل التخلي عن الحربة الدينية)وبالتالي كانت إسبانيا دولة مذهبية.
وتستلهم النظرية السياسية للبراليين من منابع عدة: من أفكار شارل لوي دي سيكوندا (مونتيسكيو)، ومدرسة الحقوق الأصلية في القرن 18، والتفكير المستنير، وأعمال "جيرمي بنثام، إلخ.وفوق كل هذا، كان واضحاً تأثير الثورة الفرنسية في "إعلان الحقوق"عام 1789، وفي"دستور 1791". وعلى الرغم من ذلك، فإن تلك الثور التي كانت تمثل دافع للبراليين، لم تستطع أن تكون بمثابة ملهم لهم خلال الحرب ضد فرنسا.
في الواقع، انقسم الليبراليين إلي جبهتين: واحدة كانت قريبة من العسكريين عن طريق القوات الإمبريالية، والأخرى كانت قريبة من ما هو ايدولوچي-له علاقة بالتفكير- وذلك كان عن طريق المدافعين عن الإستبداد والمشككون في التراث المستنير. لذلك جعل الليبراليين خطاباتهم ونظامهم السياسي شرعياً، وكانوا يتناقشون حول أنه لم يكن هناك فائدة من المجالس وأنها لم تؤسس علي تاريخ وطني.ومع عدم استطاعتهم الاستناد إلي مبادئ التنوير، ولا حتي مبادئ الثورة الفرنسية، فعادوا إلي العهد القديم، إلي قشتالة، أيام العصور الوسطي، التي من المفترض أن سلطة الملوك الذين كانوا بها، كانت تقيد عن طريق المجالس.وقد كون الليبراليين صورة نموذجية للتاريخ القشتالي، وأقوي تمثيل له كان في جماعة أنصار قشتالة «كومونيروس» الشهداء في مقاومة السلطة الإستبدادية للملك كارلوس الأول. وبدأ تدهور صورة قشتالة هذه مع فقدان الحرية تحت حكم أسرة هابسبورج.وفي 25سبتمبر1808 أُنشيء «المجلس المركزي الأعلي» في آرنخويث.
دستور1812
صدقت المجالس علي دستور 1812الجديد في 19مارس 1812.وكان يتكون من 384بند تحت 10عناوين. يتمثل مبدأ الدستور في كون الديموقراطية كامنة في «الأمة» المشكّلة من مواطنيها الأحرار المتساوين.ويستند الباب الرابع من الدستور علي أن مفهوم «الأمة» خاضع للحفظ والحماية بواسطة قوانين الحرية المدنية الحكيمة والعادلة، والملكية الخاصة، والحقوق الأخرى الشرعية الخاصة بأفرادها.لا يحتوي الدستور علي إعلان صريح للحقوق، ولكن مبادئ الحقوق والحريات كانت ممثلة في اللائحة، واشتمل الاعتراف بها علي تغيرات ثورية، لذلك فإنها كانت تشكل عالماً جديداً وجذرياً.والعادات وا الممارسات التي تبدو اليوم متداولة، كانت مستحيلة قبل إقرارها في قادس.وعلى سبيل المثال، حرية الطباعة التي نص عليها مرسوم 10نوفمبر1810، الذي كفل حرية كل شخص في الكتابة، والطباعة، ونشر أفكاره السياسية دون الحاجة إلي تصريح أو مراجعة أو التصديق عليها قبل النشر.وهذا حق كانت مجالس قادس مجبورة علي حمايته، وفقاً للبند131في الدستور، والذي كسر بذلك الرقابة السابقة التي كانت تفرضها الحكومة والكنيسة علي النصوص، وأدي إلغائها إلي إثراء الصحافة وولادة الرأي العام.
كما نادي الدستور أيضاً بالمساواة القضائية لكل الإسبان، وعدم انتهاك حرمة منازلهم، والضمانات الجنائية والمختصة بإجراءات المرافعة، ومنع أيضاً التعذيب.وكفل الدستور حق التعليم، وجعله كملكية عامة يجب أن تسهر الدولة من أجلها.لذلك أسس الدستور لبناء مدارس ابتدائية في كل الأنحاء، وأيضاً لصياغة خطة دراسية عامة«قانون تعليم عام» يطبق في كل الدولة.ونص الدستور علي تطبيق نظام ضريبي عادل وذلك كان يعتبر تغيراً جذرياً آخر، حيث أن الضرائب في مجتمع«النظام القديم» كانت تختلف من طبقة لأخرى.ونص الدستور أيضاً في البند رقم339 علي أن الضرائب المفروضة علي الأملاك ستقسم بين الإسبان، مع مراعاة مقدوراتهم، وبدون استثناء أو تمييز لأحد.اعترف أيضاً بالمساواة الكاملة بين سكان شبة الجزيرة، والمستعمرات الأمريكية.وكان الدستور أكثر تقيداً فيما يتعلق بالحرية الدينية، حيث أنه في النهاية كان ثلث النواب من رجال كنيسة، وعلي أساس هذا، استند دين الأمة الإسبانية إلي «الكاثولوكية، والبابوية الرومانية، والحقيقة الفريدة» وكان محمياً من قبل القانون، ويمنع ممارستة بأي طريقة أخرى. رلكن هذا لم يمنع أن تُحكّم مجالس قادس العقل في العلاقات بين الكنيسة والدولة، حيث أن الكنيسة قد فقدت بعض من امتيازاتها مثل الرقابة المسبقة للمنشورات وفقاً لمرسوم22فبراير 1813، الذي ألغي محاكم التفتيش، والعديد من أوامر الرهبانية التي كانت مدرجة في المراسيم التي تم إيقاف العمل بها.
```
بند339"تقسم الضرائب بين 

الإسبان مع مراعاة مقدرتهم، بدون 
استثناء أو تمييز لأحد"
```

وانطلاقاً من مبدأ أن كل المواطنين أحراراً وهم من يتممون هذه «الأمة»، فإنه يلزم عليم أن يشاركوا في صناعة القرارات التي تؤثر علي مستقبلم، لذلك أسس الدستور «الاقتراع العام» النسبي والمقتصر علي الذكور البالغين من العمر أكثر من 25عاماً، حيث أنه كان نموذجاً معقداً من الانتخاب الغير مباشر، وكان مبنياً علي ثلاث مستويات: المنطقة الخاضعة لأسقف ما ثم البلدية ثم مقاطعة(المحافظة).وتجري الانتخابات علي هذا النحو؛ كان المواطنين يصوتون لمندوبي المنطقة الخاطعة للأسقف، وهؤلاء يختارون مندوبين للبلديات، ثم يختار مندوبي البلديات مندوبين للمقاطعات وهؤلاء هم الذين كانوا يختارون النواب لتمثيلهم في المجالس، وقد طبق نموذج مشابه لهذا في انتخابات البلديات، والانتخابات النيابية عن المحافظات.
```
بند45"لكي تكون ناخباً تابع لمنطقة 

ولاية الأسقف، هذا يتطلب أن تكون مواطناً
عمره أكبر من 25عاماً، ويجب أن تكون مجاوراً
أو مقيماً في هذه المنطقة.
```

واستلهاماً من الفلسفة السياسية للقرن 18، فإن الدستور أسس لمبدأ توزيع السلطات:السلطة التنفيذية في يد الملك ومساعدينه، والسلطة التشريعية كانت من نصيب مجالس الشيوخ (الشعب)، والسلطة القضائية كانت من اختصاص محاكم العدالة المستقلة التي كانت عامة في كل انحاء البلاد.وكنتيجة لمبدأ السيادة الوطنية، لم تكن شرعية الملك نابعة من السلطة الإلهيه، ولكنها كانت نابعة من«الأمة» المتحدة في المجالس والقوانين التي كانت تدعمها.
وبعيداً عن هذه المقدمة، فإن النص الدستوري كان يعكس بشكل عام ريبة ليبرالية تجاه محاولة الإغراء الاستبدادية من قبل الملك، وأيضاً عدم الثقة في الملك فرناندو السابع بشكل خاص.
كان الملك يتولي فقط المهام التي لم تستطع المجالس القيام بها.وكان هو الممثل الرسمي للسلطة التنفيذية، ولكن مبدأ المسؤلية الوزارية أسس قواعد للإنابة عن اتخاذ القرارات وهي «مسؤلية القيام بالمهام الملكية تسقط علي كاهل الحكومة»، إذاً فإن الوزراء كان عليهم التصديق علي قرارات الملك.
وحد البند 172أيضاً من سلطات الملك، حيث أنه لا يستطيع منع اجتماع المجالس، ولا تأجيلها، ولا حلها، ولا عرقلة جلساتها ومباحثاتها، وأنه لا يمكنه ترك المملكة أو التنازل عن الحكم أو توقيع معاهدات خارجية بدون إذن مسبق من البرلمان، ولا يستطيع أن يمنح امتيازات أو أن يجرد أي فرد من حريته أو فرض أي عقوبة عليه.ويستطيع الملك بالكاد أن يعترض علي قرارات المجالس، وليس له الحق في تعديل الدستور. ويجب علي حكومته الخضوع لمسائلات من قبل الجلسات أو النيابات الدائمة إذا ام تكن المجالس مجتمعة في هذا الوقت. وعلى الرغم أنه كان قائدا قائداً صورياً للقولت المسلحة، إلا أن تنظيمه للجيش كان يتماشي مع رغبة المجالس التشريعية.
أقام الدستور جيشاً دائماً لكي يدافع عن الحدود الخارجية للبلاد.كما أنشأ ميليشيا وطنية ميدانية، وكانت عباره عن قوة مسلحة تكمن مهمتها الأساسية في«حماية الحرية، في حال إذا ما أحد تآمر علي نحو واسع ضد الدستور» وذلك وفقاً لما عرفه الليبرالي «أوجستين دي أرجويلس».
تفكك النظام القديم
بالإضافة إلي الدستور ومجالس قادس، صدرت العديد من المراسيم التي تسببت في هدم المؤسسات الاقتصادية والاجتماعية ل«النظام القديم».ألغي مرسوم 6أغسطس1811 النظام الخاص بالسيد (الإقطاع)، والذي كان يعتبر الخلية الرئيسية في المنظومة الاجتماعية. وإلغاء هذا النظام كان إجراءاً ذو أهمية واسعة، وكان يجب أن يُقدم علي إقرار الدستور.كان يعيش تقريباً نصف سكان إسبانيا تحت رحمة النظام الإقطاعي، كان لهم كامل الاختصاص في كيفية تنفيذ العدالة، وكذلك التعينات في أراضيهم كانت خاضعة لقضائهم.وهكذا فإن الأراضي التابعة لإقطاعي ما، كانت تتبعها قوانينها الخاصة، ولها أعضاء العدالة الخاصين للعمل بها، وكذلك أنظمة ضريبية تابعة لها، وعلي هذا النحو، فإن الإقطاعين كانوا يحصّلون إيجاراً من رعاياهم كجزء من ممارسة سلتطتهم مثل الضرائب القضائية، والاحتكارات المحلية، وصيد الأسماك، واستخدام المراعي والطواحين.وكان علي الرعايا أيضاً تأدية خدمات شخصية للإقطاعي مثل الاشتغال في بعض الأيام بالمزارع أو الطواحين أو المصانع الخاصة به.
اتسمت المجالس التمثيل الأقل للمقاطعات الأمريكية التي يقطنها أكثر من 13مليون نسمة وكانت بالكاد ممثلة بنحو 30نائب في المجالس في مقابل 77نائباً لسكان شبة الجزيرة البالغ عددهم 10مليون.وهذا كان واحداً من أهم الأسباب التي أدت إلي عدم قدرة المجالس علي إرضاء أبناء الأوربين في أمريكا(los criollo).
ألغي مرسوم 6أغسطس السيادة القضائية للإقطاعيين؛ بمعني أنه ألغي اختصاصهم في ممارسة السلطة القضائية، والتعينات الإدارية مثلما نظم الدستوو بعد ذلك في أن تكون إداوة السلطة القضائية من اختصاص المحاكم المستقلة، وأن تشمل جميع فئات الأمة.كما مُنع الإقطاعيين من تعيين الإدادات المحلية، حيث نص الدستور أن يتم انتخابها باقتراع عام. وحرموا أيضاً من تحصيل خدمات شخصية والأجور التي كانوا يتقاضونها مقابل ممارستهم للسلطة القضائية.
وعلي الصعيد الأخر، ولتأكيد دعم النبلاء للنظام الليبرالي، كان معترف لهم بحق امتلاك الأراضي والبيوت؛ بمعني أنه كان لديهم حق توثيق ممتلكاتهم الخاصة، وقد أحدث هذا مشكلة، حيث أن كثير من الإقطاعيين أبراؤا ذمتهم من امتلاك امتيازات الأراضي، تلك التي يرجع عهدها إلي قرون مضت ولم يتم حفظ حق ملكيتها، وكذلك الأراضي التي مارسوا تقليدياً من خلالها سلتطهم القضائية، وقد سبب هذا الدخول في خصوم مع الفلاحين الذين أعلنوا ملكيتم لهذه الأراضي (لم يعد يعرف لأي منهم ملكية الأراضي بسبب عدم تسجيل ملكيتها).حتي منتصف عقد 1830لم توضع المعايير المحددة لحل النزاع حول ملكية العديد من الأراضي.
ووفقاً لم أعلن في ديباجية الدستور، فإن مرسوم 6أغسطس1811كان من شأنة إزالة العقبات التي من الممكن أن تعارض النظام الجيد في زيادة السكان ورفاهية الحكومة الملكية الإسبانية.كما أن مرسوم 8 يوليو 1813 كان يهدف إلي تحسين الإنتاج الاقتصادي، وزيادة الثروة، وخلق سوق وطني، وأيضاً ضمان الحرية الكاملة في إنشاء المصانع، ومزاولة أي نوع من أنواع الصناعات، ولكن تفعيل هذا المرسوم كان مقيدا، حتي عهد النقابات (مؤسسات اجتماعية واقتصادية تجمع التجار والصناع، وتتحكم في النشاط الإنتاجي، وتمنع المنافسة الحرة).
ولنشر حرية التجارة والصناعة، ألغت العديد من المراسيم الجمارك الداخلية (مازالت توجد حالياً جمارك داخلية في بعض المناطق)، وأعلنت حرية المعاملات التجارية، والإيجار، والترويج للمنتجات.وهناك مرسوم آخر سمح بالإستخدام الحر للأراضي دون الحاجة إلي إذن أو تصريح مع إقرار حرية الملاك في تطويق مزارعهم، وهذا كان ممنوعاً أيضاً في فترة ما بسبب الامتيازات التي أنت ممنوحة ل«مجلس الهضبة الملكي» وهو مؤسسة تجمع بين تجار الثروة الحيوانية، وكانت تضمن لهم حرية مرور القطعان في كل أراضي الدولة.
وبالإضافة إلي دعم النشاط الاقتصادي، وزيادة مرونة الأسواق، كانت الدولة في حاجة إلي مذيد من الموارد الجديدة لتمويل الحرب.ومن هنا، صدر مرسوم 13سبتمبر 1813الذي نص علي مصادرة ممتلكات الذين كانوا يوالون الفرنسين (نابليون)، وفسخ عقود ممتلكات اليسوعيين، والعسكريين، وممتلكات الأديرة التي تم حلها أو إخضاعها لعملية الإصلاح خلال الحرب، وإعادتهم للدولة.وأيضاً ضم الأديرة التي تم حلها في عهد حكومة خوسية الأول، وممتلكات محاكم التفتيش التي تم إلغائها.
حل مجالس قادس
حتي شهر مايو 1812، كان اختصاص مجالس قادس مقتصراً علي المدينة وحدها، ولكن سلطاتها اتسعت بعد تقهقر الفرنسيين.
في 11سبتمبر تم إعادة تنصيب الملك فرناندو السابع من قبل نابليون. وقد عاد إلي إسبانيا في مارس 1814.في أوائل شهر مايو كان يتوقع أن المجالس ستجتمع للمرة الأولي في مدريد، ولكن الملك لم يُرد بذلك أن تقوم ثورة تنتقص من ملكه، لذلك كان يعتمد علي دعم القيادات العسكرية العليا، والعاملين في المؤسسات التي تم تصفيتها من الليبراليين.وأيضاً حضي بدعم جزء جيد من طبيقة رجال الدين المسيحي، و.حظي أيضاً بتواطؤ حوالي 100من النواب المؤيدين للحكم الإستبدادي والذين أعلنو في بيان لهم عرف باسم «منشور لوس برساس»(los persas)والذي نادي بإلغاء مجالس قادس وعودة النظام القديم.
وفي 4مارس1814 قام الملك فرناندو السابع مستغلاً قوته ومتشبثاً بمنشور هؤلاء النواب المائة، قام الملك بتعطيل العمل بالدستور، وحل مجالس قادس، وأبطل عملها التشريعي.وقام أيضاً بتعقب سير الليبراليين الذين تم سجنهم أو نفيهم خارج الدولة فيما بعد.وبذلك فإن دستور قادس تم العمل به بين فترتي مارس1812 ومايو1814.وتم إعادة العمل به بين فترتي 1820و1823، ومن1836إلي 1837.وبالرغم من قصر فترة العمل به، إلا أن كثيراً من مبادئه تم تطويرها والعمل بها علي مدار هذا القرن.
وأيضاً خلال العديد من السنوات ظل هذا الدستور يمثل نصاً مرجعياً، وأسطورياً خصوصاً بالنسبة لليبراليين اليساريين.وانتقل تأثير هذا الدستور أيضاً إلي الحدود الإسبانية، كما أثر في تطوير صياغة دساتير الشعوب الناطقة بالإسبانية.كما نشر الروح الثورية الأوربية أوائل عقود القرن 19.

## وصلات خارجية
- Web del Congreso de los Diputados [2]
- Web del Congreso de los Diputados [3]
- José M. Portillo Valdés, «Los orígenes de la política pública», Revista de Libros, 158, febrero de 2010.
- Bicentenario de la Constitución de 1812. Anexo II: Diputados de Ultramar
- نسخة محفوظة 4 مارس 2016 على موقع واي باك مشين. Wilhelm von Humboldt sobre las Cortes españolas
- Carlos Marx sobre la Constitución de 1812 (escrito en 1854)
- Constitución de 1812 [4]